# Pinawa Provincial Park
Pinawa Provincial Park är en park i Kanada.   Den ligger i provinsen Manitoba, i den sydöstra delen av landet, 1 600 km väster om huvudstaden Ottawa. Pinawa Provincial Park ligger 254 meter över havet.
Terrängen runt Pinawa Provincial Park är huvudsakligen mycket platt. Pinawa Provincial Park ligger nere i en dal. Runt Pinawa Provincial Park är det mycket glesbefolkat, med 2 invånare per kvadratkilometer.. Närmaste större samhälle är Lac du Bonnet, 12,5 km norr om Pinawa Provincial Park.
Omgivningarna runt Pinawa Provincial Park är en mosaik av jordbruksmark och naturlig växtlighet.